# 里蒙 (阿列日省)
里蒙（法語：Rimont，法語發音：[ʁimɔ̃]）是法国阿列日省的一个市镇，属于聖日龍區。

## 地理
里蒙（42°59'44"N, 1°16'58"E）面积28.4 平方千米，位于法国奧克西塔尼大區阿列日省，该省份为法国西南部内陆省份，西部和北部与上加龙省接壤，东临奥德省，东南至东比利牛斯省接壤，南与安道尔和西班牙接壤。
与里蒙接壤的市镇（或旧市镇、城区）包括：卡斯泰尔诺迪尔邦、克莱蒙、埃斯普拉德塞鲁、莱斯屈尔、蒙瑟龙、里韦尔内尔。

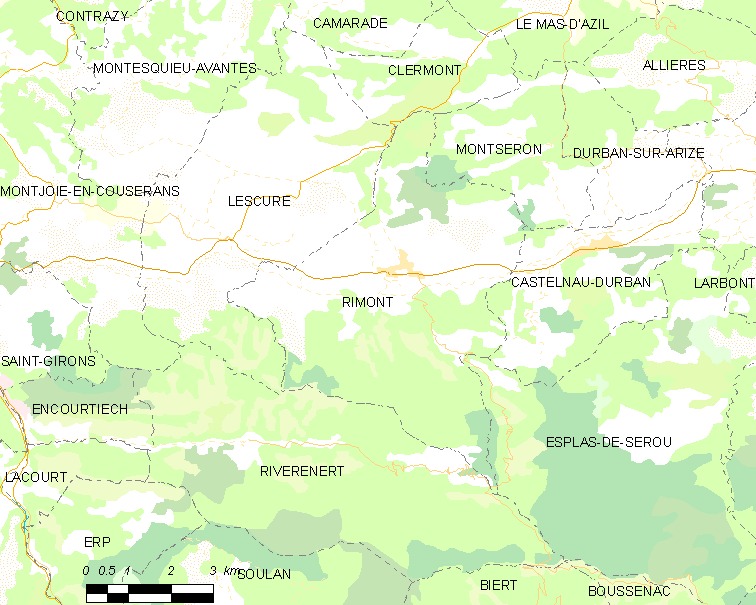
的OSM定位图

里蒙的时区为UTC+01:00、UTC+02:00（夏令时）。

## 行政
里蒙的邮政编码为09420，INSEE市镇编码为09246。

## 政治
里蒙所属的省级选区为库斯朗东县。

## 人口

1962-2008年间人口变化图示

里蒙于2022年1月1日时的人口数量为542人。